# Basanit

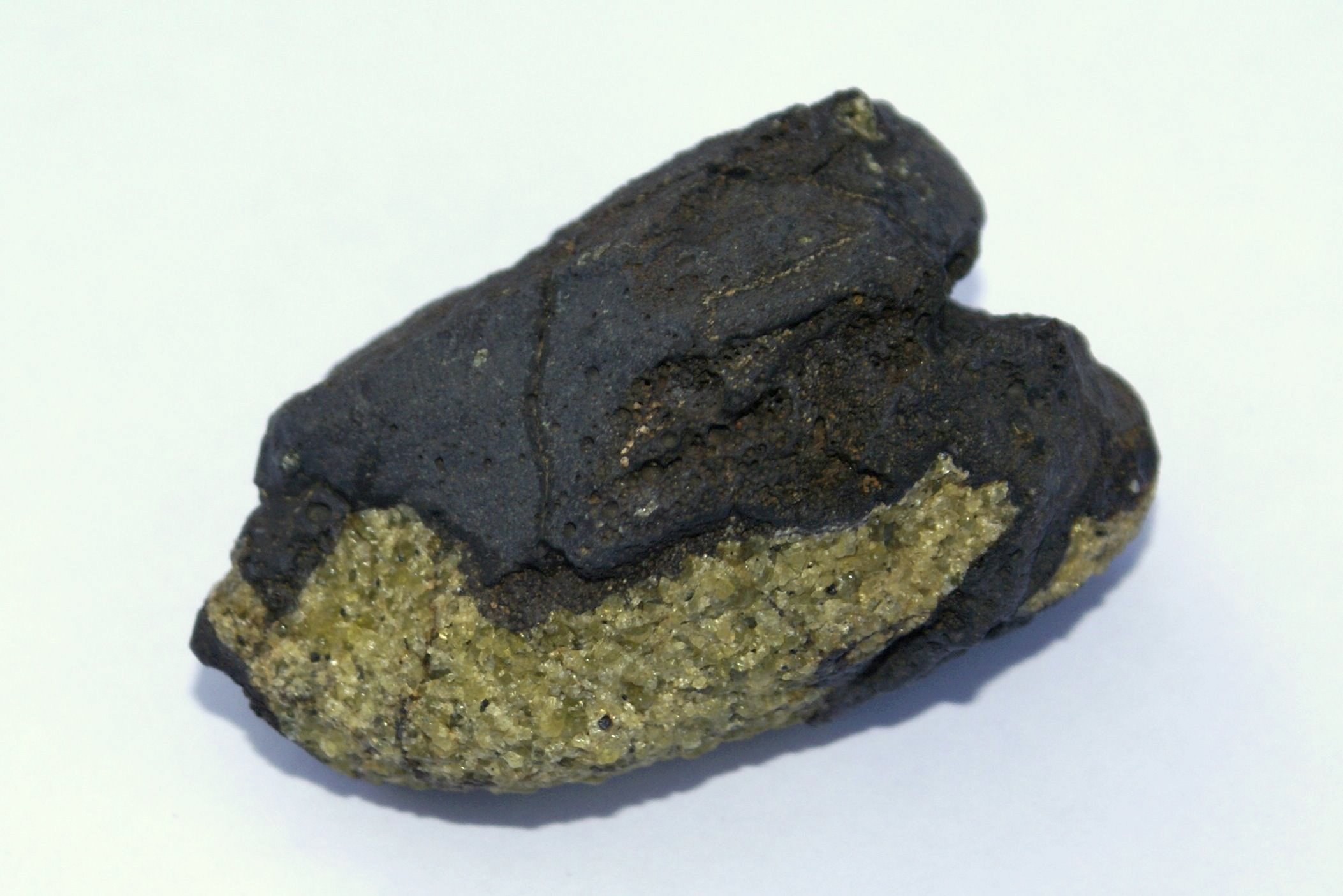
Bom núi lửa cấu tạo bởi basanit đen bao bọc bên trong là thể tù dunit màu lục, mẫu được thu thập ở Réunion

Basanit là một loại đá núi lửa thành phần mafic có kiến trúc ẩn tinh đến ban tinh; thực chất là bazan chưa bão hòa silica.
Tập hợp khoáng vật thường chứa nhiều feldspathoid (nepheline hoặc leucit), plagioclase, và augit, cùng với olivine và chứa ít oxide titan-sắt như ilmenit và magnetit-ulvospinel; các khoáng vật ít hơn feldspar kiềm có thể có mặt, như được minh họa trên biểu đồ QAPF đối với bassanit. Clinopyroxen (augit) và olivin là các khoáng vật phổ biến ở dạng ban tinh và trong cả khối nền. Augit chứa một lượng đáng kể titan, nhôm và natri nhiều hơn trong bazan tholeiitt đặc trưng. Thạch anh không có mặt trong bassanit. Về hóa học, đá basanit chứa hàm lượng silica thấp (42 đến 45% SiO2) và chất kiềm cao (3 đến 5,5% Na2O và K2O) so với bazan, điều này có thể nhận biết qua việc sử dụng sơ đồ phân loại TAS. Nephelinit chưa phong phú hơn về Na2O + K2O so với SiO2.
Basanit hiện diện trên các lục địa và trên các đảo đại dương. Ví dụ, cùng với bazan, chúng được sản xuất bởi núi lửa điểm nóng ở Hawaii và các đảo Comoros.